# Зокиров, Санжар
Санжар Зокиров (узб. Sanjar Zokirov; род. 6 января 1983 года, Ташкент, Узбекская ССР) — узбекский дзюдоист, выступавший в весовой категории до 60 кг. Участник XXVIII Летних Олимпийских игр, призёр Чемпионата Азии, победитель Чемпионата мира среди юниоров.

## Карьера
В 2002 году на открытом Чемпионате Узбекистана в весовой категории до 60 кг завоевал бронзовую медаль. На Чемпионате мира по дзюдо среди юниоров в Чеджудо (Республика Корея) в весовой категории в финале одержал победу над представителем Казахстана Асет Тусупов и завоевал золотую медаль. На Летних Азиатских играх в Пусане (Республика Корея) в весовой категории до 60 кг во втором раунде уступил китайцу Цзя Юньбин. В утешительном раунде сначала одолел Намыра Турсунбаева из Киргизии и Акрам Шаха из Индии, но затем проиграл в борьбе за бронзовую медаль Масато Утисиба.
В 2003 году на Чемпионате Азии по дзюдо в Чеджу (Республика Корея) в весовой категории до 60 кг в финале проиграл монгольскому дзюдоисту Хашбаатарын Цагаанбаатар. На Чемпионате мира по дзюдо в Осаке (Япония) в весовой категории до 60 кг выступил неудачно.
В 2004 году на Летних Олимпийских играх в Афинах (Греция) в весовой категории до 60 кг в первом раунде встретился с греческим дзюдоистом Ревази Зинтиридис, но не смог его одолеть. На Чемпионате Узбекистана в весовой категории до 66 кг завоевал серебряную медаль.
В 2005 году на Чемпионате мира по дзюдо в Каире (Египет) снова его постигла неудача. На открытом чемпионате Нью-Йорка (США) в весовой категории до 66 кг завоевал третье место.